# A Game of Thrones (história em quadrinhos)
A Game of Thrones é uma série de história em quadrinhos mensal que adapta o enredo do primeiro romance homônimo da série As Crônicas de Gelo e Fogo, do norte-americano George R. R. Martin.

## Produção
A série em quadrinhos é escrita pelo autor de fantasia Daniel Abraham e desenhada por Tommy Patterson; ela é baseada no primeiro livro de As Crônicas de Gelo e Fogo, uma série literária de fantasia escrita por George R. R. Martin. Destinada a seguir de perto a história e a atmosfera do romance original, ela é projetada para ter 24 capítulos com 29 páginas em cada edição. George R. R. Martin aconselhou Daniel Abraham sobre alguns aspectos da adaptação.
Falando sobre o processo de desenvolvimento da série durante uma apresentação no evento Ignite, Abraham disse que os grandes desafios na criação da adaptação foram:
- como transmitir uma quantidade substancial dos diálogos e da história (fornecendo algumas informações de fundo para o público sobre o enredo, a histórias das personagens, cenários, etc.) do romance de forma adequada ao meio;
- como representar cenas de sexo do livro envolvendo Daenerys Targaryen, uma jovem de treze anos, de forma a não correr o risco de ser acusado de pornografia infantil segundo as leis norte-americanas;
- produzir os quadrinhos em paralelo com outra adaptação da saga, a série televisiva do canal HBO, que apresenta o romance original e as suas personagens de uma maneira diferente;
- e, por fim, não saber o que poderia tornar-se significativo nos ainda não-escritos sexto e sétimo romances de As Crônicas de Gelo e Fogo.

A primeira edição foi publicada pela Dynamite Entertainment em 21 de setembro de 2011. Novas edições são lançadas a um ritmo de uma por mês; as seis primeiras estão previstas para ser publicadas  como uma graphic novel.

## Recepção
A adaptação recebeu opiniões mistas da crítica. O portal de entretenimento IGN classificou a primeira edição como "aceitável", reconhecendo a escrita e a arte como competentes, porém considerou o desenho das personagens como "demasiado bonito e um pouco exagerado". O site sobre livros e quadrinhos Weekly Comic Book Review deu à primeira edição uma nota "B-", valorizando a arte de Patterson mas comentando que as cores são inapropriadamente claras e brilhantes.